# Олімп (музикант)
Олімп — у давньогрецькій міфології співак, якого складно відрізнити від його історичного прототипу.
За однією версією, це батько Марсія, також батько Алки від Кібели. За іншими, Олімп — учень Марсія. Зображено в Аїді на картині Полігнота в Дельфах як хлопчик, який вчиться грати на флейті у Марсія.
Легенди про нього пов'язано з Келенами. Ввів в Елладі закони гармонії. Першим використовував плектр. Ввів лідійську гармонію. Переміг у грі на флейтах на похоронних іграх за Пелієм.